# Cyclotyphlops deharvengi
Cyclotyphlops deharvengi es una especie de serpientes de la familia Typhlopidae y del género monotípico Cyclotyphlops.

## Distribución geográfica
Es endémica del sur de Célebes (Indonesia).